# Eugenio Corrodi
Eugenio Corrodi (2 luglio 1922 – Zurigo, 17 settembre 1975) è stato un calciatore svizzero, di ruolo portiere.

## Palmarès

### Club

#### Competizioni nazionali
- Campionato svizzero: 3

Grasshoppers: 1942-1943, 1944-1945
Lugano: 1948-1949
- Coppa Svizzera: 2

Grasshoppers: 1942-1943, 1945-1946